# 苏联总统委员会
苏联总统委员会（俄语：Президентский совет СССР），是苏联领导人米哈伊尔·谢尔盖耶维奇·戈尔巴乔夫于1990年3月14日创建，用来取代苏联共产党中央政治局作为苏联的主要决策机构，1990年12月26日被废除。

## 成员
- 尼古拉·伊万诺维奇·雷日科夫
- 爱德华·阿姆夫罗西耶维奇·谢瓦尔德纳泽
- 尤里·德米特里耶维奇·马斯柳科夫
- 弗拉基米尔·亚历山德罗维奇·克留奇科夫
- 德米特里·季莫费耶维奇·亚佐夫
- 钦吉斯·托瑞库洛维奇·艾特玛托夫
- 斯坦尼斯拉夫·谢尔盖耶维奇·沙塔林
- 瓦连京·格里戈里耶维奇·拉斯普京
- 亚历山大·尼古拉耶维奇·雅科夫列夫
- 维尼阿明·亚历山大罗维奇·亚林
- 阿尔伯特·埃內斯托维奇·考尔斯
- 尤里·安德烈耶维奇·奥西皮安
- 叶夫根尼·马克西莫维奇·普里马科夫
- 瓦列里·伊万诺维奇·博尔金
- 瓦季姆·维克托罗维奇·巴卡京
- 格里戈里·伊万诺维奇·列文科
- 瓦季姆·安德烈耶维奇·梅德韦杰夫
- 尼古拉·尼古拉耶维奇·古边科